# Huiracocha Inca
Hatun Tópac, después llamado Huiracocha Inca (quechua: Wiraqucha Inka, 'el inca de Huiracocha'), fue el octavo gobernante del Curacazgo del Cuzco. Tomó el nombre de Huiracocha Inca porque aseguró haber tenido un sueño divino con el dios Huiracocha.
Durante su gobierno, conquistó algunos señoríos, hizo algunas obras en la capital (Cuzco) y en las pocas provincias que había. Aceptó la rendición y entrega del Cuzco ante una embajada chanca y escapó con sus hijos preferidos, esposas y sirvientes.

## Onomástica
Wira es la alteración de la voz wari = sol; de tal modo se puede decir que , significa "Sol del lago". A lo dicho corrobora en que el dios Huiracocha representa a un viajero que desaparece viajando por el mar, hacia el oeste.

## Biografía
Tras el asesinato de Yáhuar Huácac, fue difícil escoger a un heredero pues muchos de sus hermanos fueron asesinados a su lado.
No fue hijo de Yáhuar Huácac; sin embargo, fue presentado como tal porque pertenecía a la misma dinastía de su antecesor: los Hanan Cuzco.[cita requerida]

### Gobierno

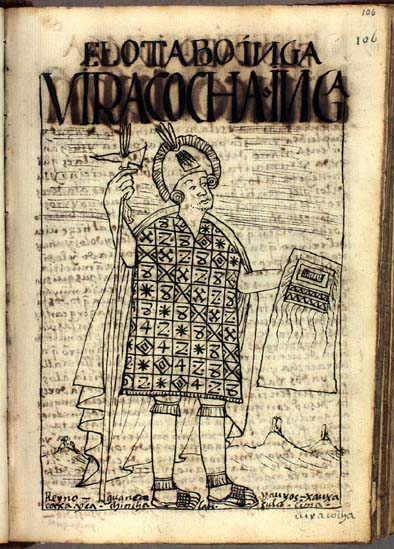
El octavo Inca: Huiracocha Inca; dibujo de Felipe Guamán Poma de Ayala en Nueva crónica y buen gobierno (1615).

Conquistó los señoríos de Yucay y Calca. Ahí en Calca construyó su propio palacio. Recibió ataques constantes de los ayarmacas y guayamarcas que logró sofocar exitosamente.
Mejoró la agricultura y los abastecimientos incas. Amplió las arboledas y la producción textil, implantó los tocapus (figuras geométricas en la ropa de los nobles).
Viajó al reino Aimara dejando como Inca (vicegobernante) a su hijo preferido: Inca Urco. En el reino Aimara, se hizo amigo de este y otros señoríos. Al retornar decidió vivir en su palacio de Calca para estar permanentemente con Curi Chulpi, una esposa secundaria pero a quien amaba fervientemente más que a ninguna otra. Esta misma le convenció de que abdicara en favor de su hijo con ella, Inca Urco, cosa que Huiracocha aceptó.
A los pocos días de gobierno de Inca Urco, los chancas le enviaron dos emisarios pidiendo su rendición y entrega incondicional de sus dominios, incluyendo Cuzco, Huiracocha aceptó y escapó a su palacio en Chita junto a sus sirvientes, esposas e hijos.

### Muerte
Tras su rendición, junto con su hijo Inca Urco abandonan la ciudad del Cuzco generando incertidumbre y confusiones. Sólo quedaron en ella sus capitanes principales, Apo Mayta y Vicaquirao, junto con los hijos de su Coya. Junto con ellos quedó Cusi Yupanqui (Pachacútec), joven militar apoyado por Apo Mayta, quien hace un llamado general a las etnias vecinas, y tras conseguir aliados, combate y expulsa a los chancas del Cuzco, posteriormente mata a Inca Urco en defensa propia, acto que causa el resentimiento en Huiracocha Inca, quién decidió no volver a Cuzco desde su huida.
Regreso tiempo después de que fue mandado a buscar por su hijo Pachacútec, fue honrado y dio la mascapaicha a su hijo, el inca Cusi Yupanqui. Muy canoso, ya en avanzada edad (cosa poco común en los hombres de etnia andina), murió y fue trasladado en andares por la ciudad con honores y unas decenas de guerreros.
Su mallqui fue conservada por su Panaca hasta que a Gonzalo Pizarro le llegaron noticias de que en el lugar donde se encontraba el Mallqui de Huiracocha se encontraba mucha cantidad de oro. Ambiciosamente fue y se llevó el oro y quemó el Mallqui. Su panaca recolectó las cenizas y las puso en una urna funeraria para su adoración hasta 1560, cuando aquella urna es encontrada por Juan Polo de Ondegardo y es confiscada y enviada a Lima, al Real Hospital De San Andrés.

## Obras
- Mejoró la agricultura.
- Construyó edificios.
- Mejoró el Cuzco.
- Aumentó la producción textil.